# Frank Biela
Frank Biela (Neuss, 1964. augusztus 2. –) német autóversenyző, aki ötször nyerte meg a Le Mans-i 24 órás autóversenyt.

## Pályafutása
Pályafutását a Formula Ford sorozatban kezdte, majd a DTM-ben folytatta. 1990-ben csatlakozott az Audi csapatához, és 1991-ben már DTM bajnoki címet szerzett az összkerekes Audi V8 DTM-mel. Miután az összkerékhajtású autókat túlzott dominanciájuk miatt elüldözték a szervezők, a négykarikások más túraautó bajnokságokat kerestek maguknak. A sikeres túraautós korszak után nem volt kérdéses, hogy az Audi Sport csapat Emanuele Pirro-hoz és Rinaldo Capello-hoz hasonlóan viszi magával a Le Mans programba Biela-t is.
1999-től kezdve Pirroéval együtt versenyzett, lévén állandó társak lettek minden versenyen, eleinte Tom Kristensennel, majd Marco Wernerrel kiegészülve. Pirroval annak ellenére hamar megtalálták a közös hullámhosszt, hogy teljesen más személyiségek. 4 alkalommal nyerte a Sebringi 12 órás futamot, ötször a Le Mans-i 24 órást. 2008 után, olasz barátjával együtt vonultatta vissza az Audi az LMP versenyektől, de természetesen a márkánál maradva, privát csapatokat segítve az R8 LMS-sel továbbra is aktív.

## Eredményei

### Teljes brit túraautó-bajnokság eredménylistája
(Táblázat értelmezése)

(Félkövér: pole-pozícióból indult; dőlt: leggyorsabb kört futott) 

| Év   | Csapat        | 1        | 2       | 3       | 4        | 5     | 6        | 7        | 8       | 9       | 10       | 11      | 12        | 13      | 14       | 15      | 16      | 17      | 18      | 19      | 20      | 21      | 22      | 23      | 24       | 25      | 26      | Helyezés | Pont |
| ---- | ------------- | -------- | ------- | ------- | -------- | ----- | -------- | -------- | ------- | ------- | -------- | ------- | --------- | ------- | -------- | ------- | ------- | ------- | ------- | ------- | ------- | ------- | ------- | ------- | -------- | ------- | ------- | -------- | ---- |
| 1996 | Audi Sport UK | DON 1    | DON 2 1 | BRH 1   | BRH 2 4  | THR 1 | THR 2 3  | SIL 1 11 | SIL 2 1 | OUL 1 2 | OUL 2    | SNE 1 2 | SNE 2 DSQ | BRH 1 2 | BRH 2 8  | SIL 1 3 | SIL 2   | KNO 1   | KNO 2   | OUL 1 2 | OUL 2 1 | THR 1 2 | THR 2 3 | DON 1 4 | DON 2 3  | BRH 1 4 | BRH 2 1 | 1.       | 289  |
| 1997 | Audi Sport UK | DON 1 Ki | DON 2 3 | SIL 1 7 | SIL 2 Ki | THR 1 | THR 2 Ki | BRH 1 9  | BRH 2 6 | OUL 1 3 | OUL 2 Ki | DON 1   | DON 2 3   | CRO 1 4 | CRO 2 17 | KNO 1 2 | KNO 2 1 | SNE 1 3 | SNE 2 9 | THR 1 2 | THR 2 1 | BRH 1   | BRH 2 5 | SIL 1 8 | SIL 2 15 |         |         | 2.       | 171  |

### Le Mans-i 24 órás autóverseny
| Év   | Csapat                         | Autó         | Csapattárs     | Csapattárs     | Helyezés |
| ---- | ------------------------------ | ------------ | -------------- | -------------- | -------- |
| 1999 | Audi Sport Team Joest          | Audi R8R     | Didier Theys   | Emanuele Pirro | 3.       |
| 2000 | Audi Sport Team Joest          | Audi R8      | Tom Kristensen | Emanuele Pirro | 1.       |
| 2001 | Audi Sport Team Joest          | Audi R8      | Tom Kristensen | Emanuele Pirro | 1.       |
| 2002 | Audi Sport Team Joest          | Audi R8      | Tom Kristensen | Emanuele Pirro | 1.       |
| 2003 | Audi Sport UK Arena Motorsport | Audi R8      | Perry McCarthy | Mika Salo      | DNF      |
| 2004 | Audi Sport UK Team Veloqx      | Audi R8      | Allan McNish   | Pierre Kaffer  | 5        |
| 2005 | ADT Champion Racing            | Audi R8      | Allan McNish   | Emanuele Pirro | 3.       |
| 2006 | Audi Sport Team Joest          | Audi R10 TDI | Marco Werner   | Emanuele Pirro | 1.       |
| 2007 | Audi Sport North America       | Audi R10 TDI | Marco Werner   | Emanuele Pirro | 1.       |
| 2008 | Audi Sport North America       | Audi R10 TDI | Marco Werner   | Emanuele Pirro | 6        |

### Teljes DTM eredménylistája
(Táblázat értelmezése)

(Félkövér: pole-pozícióból indult; dőlt: leggyorsabb kört futott) 

| Év   | Csapat                | 1      | 2       | 3      | 4      | 5      | 6       | 7       | 8      | 9     | 10     | 11     | Helyezés | Pont |
| ---- | --------------------- | ------ | ------- | ------ | ------ | ------ | ------- | ------- | ------ | ----- | ------ | ------ | -------- | ---- |
| 2004 | Audi Sport Team Joest | HOC 16 | EST 15  | ADR Ki | LAU 12 | NOR 11 | SHA1 13 | NÜR Ret | OSC 13 | ZAN 9 | BRN 14 | HOC 11 | 17.      | 0    |
| 2007 | Abt Sportsline        | HOC    | OSC 18† | LAU    | BRH    | NOR    | MUG     | ZAN     | NÜR    | CAT   | HOC    |        | 23.      | 0    |

1 - Sanghaj nem volt a bajnokság része.
† Nem fejezte be a futamot, de rangsorolva lett, mert teljesítette a versenytáv 90%-át.

### Teljes Porsche Supercup eredménylistája
(Táblázat értelmezése)

(Félkövér: pole-pozícióból indult; dőlt: leggyorsabb kört futott) 

| Év   | Csapat     | 1   | 2   | 3   | 4   | 5   | 6   | 7      | 8   | 9   | 10  | 11  | Helyezés | Pont |
| ---- | ---------- | --- | --- | --- | --- | --- | --- | ------ | --- | --- | --- | --- | -------- | ---- |
| 2007 | Porsche AG | BHR | BHR | ESP | MON | FRA | GBR | GER 18 | HUN | TUR | BEL | ITA | NC‡      | 0‡   |

‡ Vendég versenyzőként nem volt jogosult pontokra.